# Chase Model F
Der Chase 15 HP und Model F ist ein von 1907 bis 1912 hergestellter US-amerikanischer Mittelklasse-Personenwagen in Highwheeler-Bauweise, der sich zum Lieferwagen wandeln ließ. Hersteller war die Chase Motor Truck Company in Syracuse (New York). Von diesem Fahrzeug entstanden auch mehrere Varianten als reine Nutzfahrzeuge mit anderen Modellbezeichnungen.

## Marken- und Unternehmensgeschichte
Die Chase Motor Truck Company war 1906 von Aurin M. Chase gegründet worden und stellte bis zum Ende der Produktionszeit in den USA 1919 fast ausschließlich Nutzfahrzeuge her. Aurin Chase hatte im väterlichen Fabrikationsbetrieb für Farmgeräte gearbeitet, ehe er 1905 als stellvertretender Werksleiter zum Automobilhersteller H. H. Franklin Manufacturing Company in Syracuse wechselte. Franklin war ein führender Vertreter von Automobilen mit Luftkühlung und blieb diesem Prinzip stets treu. Es ist daher nicht verwunderlich, dass auch Chase zunächst auf diese Kühlung setzte, die zu dieser Zeit ohnehin recht verbreitet war. Bemerkenswerter ist, dass Chase bereits früh eine eigene Motorenproduktion einrichtete, die ab 1910 belegt werden kann, wahrscheinlich aber schon früher eingeführt worden war. Verwendet wurden ausschließlich Zweitaktmotoren mit zwei, drei und vier Zylindern, wobei Letztere den größten Nutzfahrzeugen vorbehalten waren.
Das Unternehmen durchlebte drei bedeutende Phasen. Die erste umfasst den Zeitraum von der Unternehmensgründung bis 1914, in dem ausschließlich Highwheeler als Personenwagen und Nutzfahrzeuge hergestellt wurden. Die Pkw-Produktion endete 1912. Die zweite Phase dauerte von 1914 bis 1918. In dieser Zeit wurden Ackerschlepper und moderne Lkw als Assembled vehicles produziert. Das Unternehmen schloss 1918 in den USA; in der letzten Phase zwischen 1919 und 1921 wurde in Ontario (Kanada) ein noch in den USA entwickelter Traktor hergestellt.
Die Chase Motor Truck Company war ein langlebiger Hersteller von Highwheelern und eines der wenigen Unternehmen, denen eine Umstellung auf modernere Produkte wenigstens zeitweise gelang.

## Modellgeschichte

### Chase 15 HP (1907–1908)

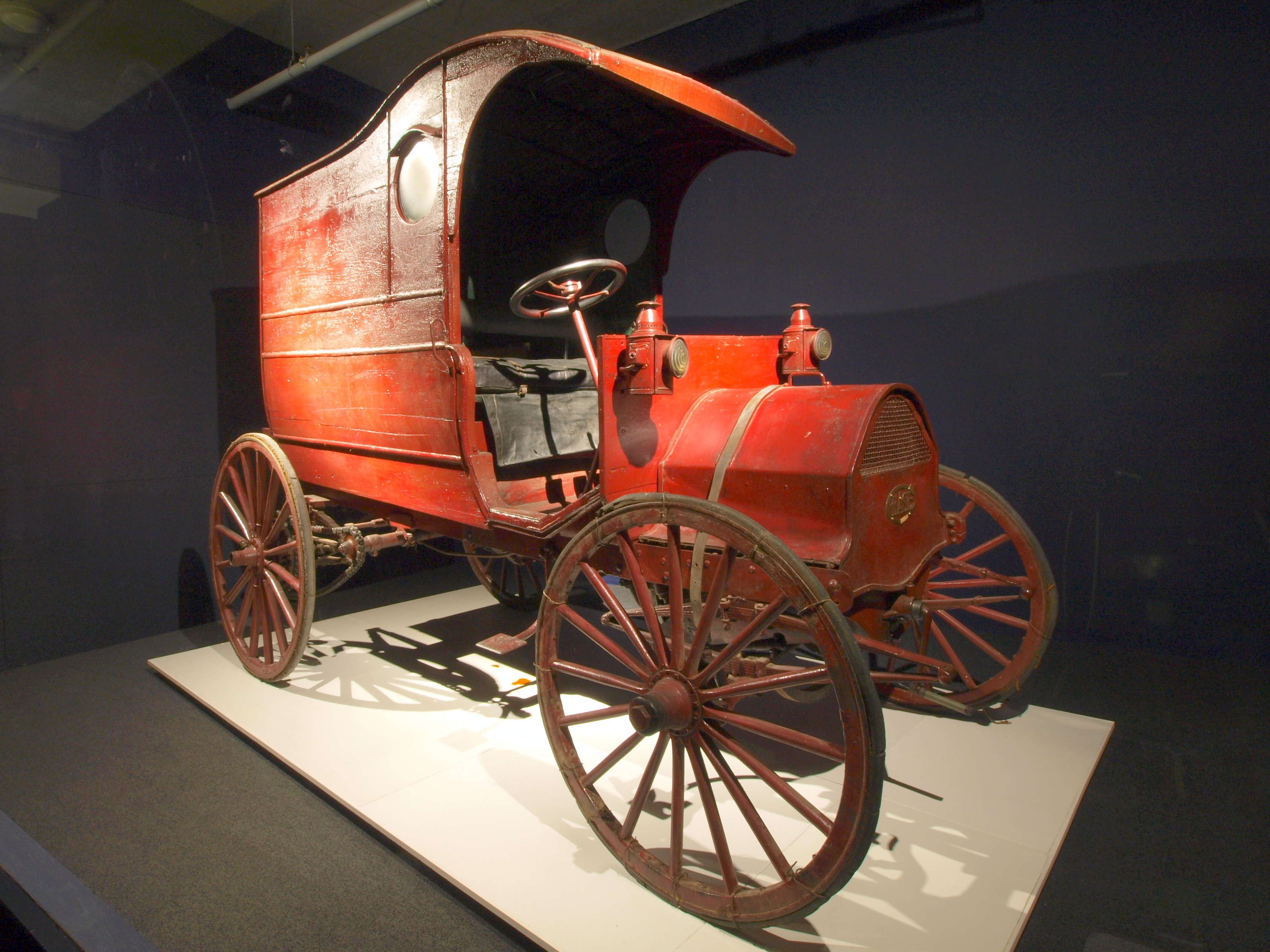
Chase 15 HP Panel Top Delivery Van (1908)

Der wohl Ende 1906 für das Modelljahr 1907 eingeführte 15 HP war das erste Fahrzeug dieses Herstellers und mit seinem Nachfolger Model F das einzige, das auch zur Personenförderung genutzt werden konnte. Wie alle vor 1914 produzierten Chase waren dies Highwheeler, d. h. kutschenähnliche Motorfahrzeuge mit riesigen Rädern. Untypisch für diese Kategorie war am Chase, dass der Motor vorn unter einer Haube statt im oder unter dem Wagenkasten angebracht war. Zwischen 15 HP, Model F und weiteren Typen des Herstellers gab es deutliche Ähnlichkeiten wie auch zu manchen Konkurrenzprodukten, etwa dem International Motor Wagon oder entsprechenden Fahrzeugen von Brockway. Letzterer hatte bei der Entwicklung Hilfestellung von Chase erfahren. Die ersten 30 Brockway-Lkw entstanden auf Chase-Fahrgestellen.
Der 15 HP war ein zweisitziger Runabout mit 2,6-Liter-Zweizylindermotor. Die Modellbezeichnung weist auf die Leistung von 15 PS hin (nach einer Quelle: 10 HP). Für 1908 ist eine Version dieses Fahrzeugs als Kastenwagen belegt. Es scheint, dass diese frühen Modelle ihren Lufteinlass im oberen Teil der „Kühlermaske“ hatten. Ebenfalls 1908 wurde das Programm um einen Highwheeleer-Lastwagen mit 3 tn (2720 kg) Nutzlast erweitert. Auch dieser Frontlenker erhielt einen luftgekühlten Zweitaktmotor, der 30 PS leistete.

### Chase Model F (1909–1912)
Der Runabout wurde Ende 1908 vom 15 HP Model F abgelöst. Dieses Modell hatte einen längeren Radstand, eine neue Karosserie und einen Dreizylindermotor mit 2,1 Liter Hubraum. Wiederum war es ein luftgekühlter Zweitakter. Der Aufbau wurde als Surrey bezeichnet; er bot, je nach Quelle, vier oder fünf Plätze. Türen gab es weder vorn noch hinten und die Rückbank konnte mit einigen Handgriffen entfernt werden, sodass ein leichter Transporter mit bis zu 700 lb (230 kg) Nutzlast zur Verfügung stand. Das erklärt die vom Hersteller gebrauchte alternative Bezeichnung Businessman's Roadster. Zielpublikum waren Farmer und Handwerker in ländlicher Umgebung, die damit unter der Woche arbeiten und am Sonntag die Familie zur Kirche oder zum Picknick fahren konnten.
Diese Chase-Highwheeler waren größer als die meisten Konkurrenzprodukte. Die Preise erhöhten sich mit Einführung der Dreizylindermodelle von $750.- auf $900.-.

## Technik

### Motor

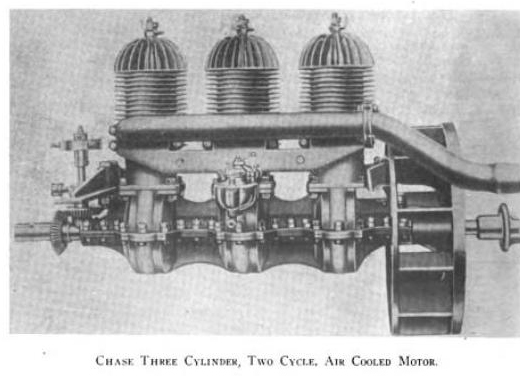
Luftgekühlter Chase Dreizylinder-Zweitaktmotor (1909)

Alle Chase-Highwheeler hatten luftgekühlte Zweitaktmotoren. Zunächst erschien ein 15-PS-Zweizylinder mit 159 c.i (2606 cm³), der von einem gleich starken Dreizylinder mit 134,5 c.i, (2171 cm³) abgelöst wurde. Die Herkunft dieser Motoren ist nicht belegt, es ist jedoch wahrscheinlich, dass sie im Hause hergestellt wurden. Für die größeren 20-PS-Drei- und 30-PS-Vierzylinder darf dies als gesichert gelten. Diese beiden waren die am längsten verwendeten Motoren der Highwheeler-Generation. Der Vierzylinder war Nutzfahrzeugen vorbehalten, sein Hubraum ist nicht bekannt.

### Kraftübertragung
Die Personenwagen und einige leichte Nutzfahrzeuge erhielten Zweigang-Planetengetriebe, größere Modelle ein konventionelles Dreiganggetriebe.
Die Kraft wurde auf eine Vorgelegewelle und von ihr mit einem Zahnrad an jedem Ende der Welle und einer damit angetriebenen Antriebskette auf das entsprechende Zahnrad an der Hinterachse und damit zum Rad übertragen.

### Fahrgestell und Aufhängung

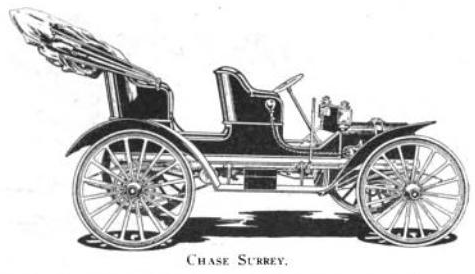
Seitenansicht des Chase Model F Surrey mit angebrachter hinterer Sitzbank und optionalem Verdeck. Teilweise verdeckt vom hinteren Kotflügel ist das Antriebs-Zahnrad (1909).

Der Radstand der zum Personentransport konzipierten Fahrzeuge betrug zunächst 84 Zoll (2434 mm), danach 100 Zoll (2540 mm). Model F wog sowohl als Zwei- wie als Dreizylinder um 1500 lb (680 kg). Die Fahrzeuge waren durchweg Rechtslenker.
Nebenstehende Abbildung zeigt die Aufhängung an paarweise angebrachten Halbelliptik-Blattfedern sowie Teile des Antriebsstrangs.
Üblicherweise bestand die Achsaufhängung aus einem Paar längs angeordneter Elliptik-Blattfedern vorn und einer quer angebrachten Halbelliptik-Blattfeder hinten, wie auf nebenstehender Abbildung zu sehen. Es gab aber auch Aufhängungen mit längs angebrachten Halbelliptik-Blattfedern hinten. Die Holzspeichenräder hatten zunächst die Dimension 40 × 1¾ Zoll (1016 × 41 mm) und ab 1909 40 × 1⅝ Zoll (1016 × 44 mm); Vollgummireifen gehörten zur Grundausstattung.

## Abgeleitete Modelle
Alle Chase-Highwheeler bauten auf dem Prinzip auf, das mit dem 15 HP eingeführt worden war. Der 15 HP war das kleinste Modell im Programm. Das größte, ein Vierzylinder-Frontlenker-Lkw mit 2,7 t Nutzlast, folgte schon 1908. Namentlich bekannt ist eine Reihe von 1912 eingeführten Nutzfahrzeugen. Offenbar führte die Einstellung des Model F zu einer Reorganisation des Fahrzeugprogramms. Es sind jedoch kaum Angaben zur Produktionszeit und den jeweiligen Motoren verfügbar.

## Modellübersicht

### 15 HP und Model F (1906–1912)
| Bauzeit   | Modell Rating           | Nutzlast | Zyl. | Hubraum  | Radstand | Karosserie     | Listenpreis US$ | Bemerkungen                                                              |
| --------- | ----------------------- | -------- | ---- | -------- | -------- | -------------- | --------------- | ------------------------------------------------------------------------ |
| 1907–1908 | 15 HP Runabout 16,2 HP. | 500 lb   | R2   | 2606 cm³ | 2434 mm  | Runabout 2 Pl. | 750.-           | [ 6 ]                                                                    |
| 1908      | 15 HP Express 16,2 HP   | 500 lb   | R2   | 2606 cm³ | 2434 mm  | Pritschenwagen |                 | [ Anm. 2 ]                                                               |
| 1908      | 15 HP Panel Top 16,2 HP | 500 lb   | R2   | 2606 cm³ | 2434 mm  | Delivery Van   |                 | [ 5 ]                                                                    |
| 1909–1910 | Model F Surrey 15 HP    | 700 lb   | R3   | 2171 cm³ | 2540 mm  | Surrey 4−5 Pl. | 900.-           | ; umgebaut 700 lb/230 kg Nutzlast, 2 Plätze                              |
| 1909–1910 | Model F Panel Top 15 HP | 500 lb   | R3   | 2171 cm³ | 2540 mm  | Delivery Van   |                 | [ 6 ]                                                                    |
| 1910–1912 | Model F 20 HP           | 700 lb   | R3   | 2628 cm³ | 2540 mm  | Surrey 4–5 Pl. | 900.-           | ; umgebaut 700 lb/230 kg Nutzlast, 2 Plätze; auch Businessman's Runabout |

Rating: Errechnete Leistung nach A.L.A.M.-Formel

### Übersicht über die abgeleiteten Modelle
| Bauzeit | Modell Rating     | Nutzlast            | Zylinder | Radstand Zoll (mm) | Aufbau          | Listenpreis US$ | Bemerkungen                               |
| ------- | ----------------- | ------------------- | -------- | ------------------ | --------------- | --------------- | ----------------------------------------- |
| 1912    | Model D Express   | 1000 lb 455 kg      | ?        |                    | Pritschenwagen  |                 | [ 9 ]                                     |
| 1912    | Model D Panel Top | 1.000 lb (454 kg)   | ?        |                    | Delivery Van    | 1050.-          | [ 9 ]                                     |
| 1912    | Model H           | 900 lb (408 kg)     | ?        | 2692 mm            | Chassis         | 1250.-          | 106 Zoll Radstand                         |
| 1912    | Model J           | 4000 lb 1815 kg     | ?        |                    | Pritschenwagen  |                 | [ 10 ]                                    |
| 1912    | Model K           | 2.000 lb (907 kg)   | ?        |                    | Pritschenwagen  |                 | [ 11 ]                                    |
| 1912    | Model D           | 1½ tn 1360 kg       | ?        |                    | Screen Side Van |                 | [ 4 ]                                     |
| 1912    | Model M Express   | 500 lb (227 kg)     | ?        |                    | Pritschenwagen  | 500.-           | [ 12 ]                                    |
| 1912    | Model M Panel Top | 500 lb (227 kg)     | ?        |                    | Delivery Van    | 600.-           | [ 12 ]                                    |
| 1912    | Model J Express   | 4.000 lb (1.814 kg) | ?        |                    | Pritschenwagen  | 600.-           | [ 12 ]                                    |
| 1912    | 30 HP 3 tn        | 6.000 lb (2.722 kg) | R4       |                    | Chassis         | 3500.-          | Listenpreis 1912; keine Modellbezeichnung |

Rating: Errechnete Leistung nach A.L.A.M.-Formel